# Tuccio Musumeci

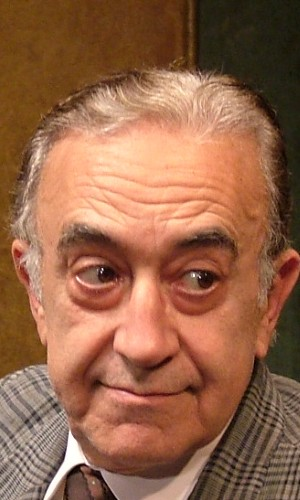
Tuccio Musumeci

Tuccio Musumeci (* 20. April 1934 in Catania) ist ein italienischer Schauspieler.

## Leben
Musumeci stammt aus der Schule des „Teatro Stabile di Catania“, wo er neben Michele Abbruzzo, Rosina Anselmi und Umberto Spadaro auftrat. Der mit einer besonderen Mimik ausgestattete und daher meist in komischen Rollen besetzte Darsteller arbeitete nach Spielzeiten mit Tourneetheatern und in lokalen Ensembles, im Avanspettacolo und Kabarettgruppen (wie mit Pippo Baudo) seit 1959 intensiv für das Fernsehen und feierte Bühnenerfolge wie der Satire auf Stummfilmzeiten, Arte di Giufà von Nino Martoglio, oder in Pipin der Kurze, für dessen Darstellung er 1985 in New York ausgezeichnet wurde. Im Kino wurde er (nach einer kleinen Rolle in Luchino Viscontis Der Leopard) in den 1970er und 1980er Jahren in einigen Komödien besetzt.
Seit 2008 ist Musumeci künstlerischer Leiter des „Teatro Brancani“ in seiner Heimatstadt. Er hat zwei Söhne.

## Filmografie (Auswahl)
- 1963: Der Leopard (Il gattopardo)
- 1971: Weihwasser Joe (Acquasanta Joe)
- 1972: Mimi, in seiner Ehre gekränkt (Mimi metallurgico ferito nell'onore)
- 1974: Virilità
- 1990: Offene Türen (Porte aperte)
- 2011: Commissario Montalbano (Fernsehserie, eine Folge)